# Lahstedt
Lahstedt var en kommune med knap 10.000 indbyggere (2013) i Landkreis Peine i den østlige del af den tyske delstat Niedersachsen.

## Geografi
Lahstedt ligger omkring 7 km. syd for Peine, og i kommunen ligger landsbyerne:
- Adenstedt,
- Gadenstedt,
- Groß Lafferde,
- Münstedt,
- Oberg.